# Aliecer Urrutia
Pour les articles homonymes, voir Urrutia.
Aliecer Urrutia Delgado (né le 22 septembre 1974 à Placetas dans la province de Villa Clara) est un athlète cubain spécialiste du triple saut.
Le 1er mars 1997 à Sindelfingen, Aliecer Urrutia améliore le record du monde en salle du triple saut avec la marque de 17,83 m. Une semaine plus tard, il remporte la médaille d'argent des Championnats du monde en salle de Paris-Bercy (17,27), terminant à trois centimètres de son compatriote Yoel García. En août 1997, le Cubain monte sur la troisième marche du podium des Championnats du monde d'Athènes avec 17,64 m, derrière son compatriote Yoelbi Quesada et le Britannique Jonathan Edwards.
Il met un terme à sa carrière d'athlète à l'issue de la saison 2002.

## Records personnels
- Plein air : 17,70 m (Séville, 1996)
- Salle : 17,83 m (Sindelfingen, 1997)

## Palmarès
| Année | Compétition                                      | Lieu     | Résultat | Marque  |
| ----- | ------------------------------------------------ | -------- | -------- | ------- |
| 1993  | Championnats d'Amérique centrale et des Caraïbes | Colombie | 2e       | 16,35 m |
| 1996  | Jeux olympiques                                  | Atlanta  | 15e      | 16,71 m |
| 1997  | Championnats du monde en salle                   | Paris    | 2e       | 17,27 m |
| 1997  | Universiade                                      | Catane   | 2e       |         |
| 1997  | Championnats du monde                            | Athènes  | 3e       | 17,64 m |